# Mare di Amundsen

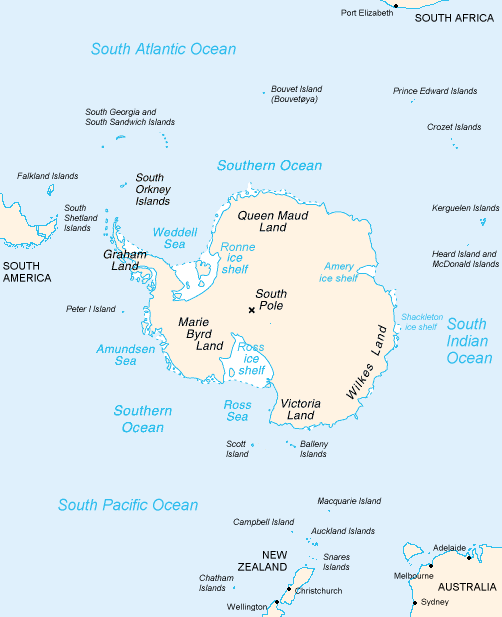
La mappa dell'Antartide

Il mare di Amundsen è un ramo dell'Oceano Antartico, al largo della Terra Marie Byrd nella regione occidentale dell'Antartide.
È limitato dall'Isola Thurston a est e da Cape Dart a ovest. Il suo nome è dedicato all'esploratore norvegese Roald Amundsen e gli fu attribuito durante la spedizione norvegese del 1928-1929, guidata dal Capitano Nils Larsen, mentre esplorava l'area nel febbraio 1929.
Il mare è prevalentemente coperto dal ghiaccio e la Thwaites Ice Tongue, diramata dal Ghiacciaio Thwaites, si protende al suo interno. La parte ricoperta dal ghiaccio, mediamente circa 3 km di spessore e approssimativamente delle stesse dimensioni dello stato del Texas, è chiamata la Baia del Mare di Amundsen; essa forma uno dei tre maggiori bacini di drenaggio del ghiaccio della West Antarctic Ice Sheet, gli altri sono la Baia del Mare di Ross e la Baia del Mare di Weddell.
Nel marzo 2007 alcuni scienziati che stavano studiano la Baia del Mare di Amundsen attraverso il satellite e le ricerche aeree annunciarono un significativo assottigliamento della Baia, dovuto ai cambiamenti negli schemi del vento che hanno consentito alle acque più calde di scorrere sotto lo strato di ghiaccio.